# Pele (gudinna)

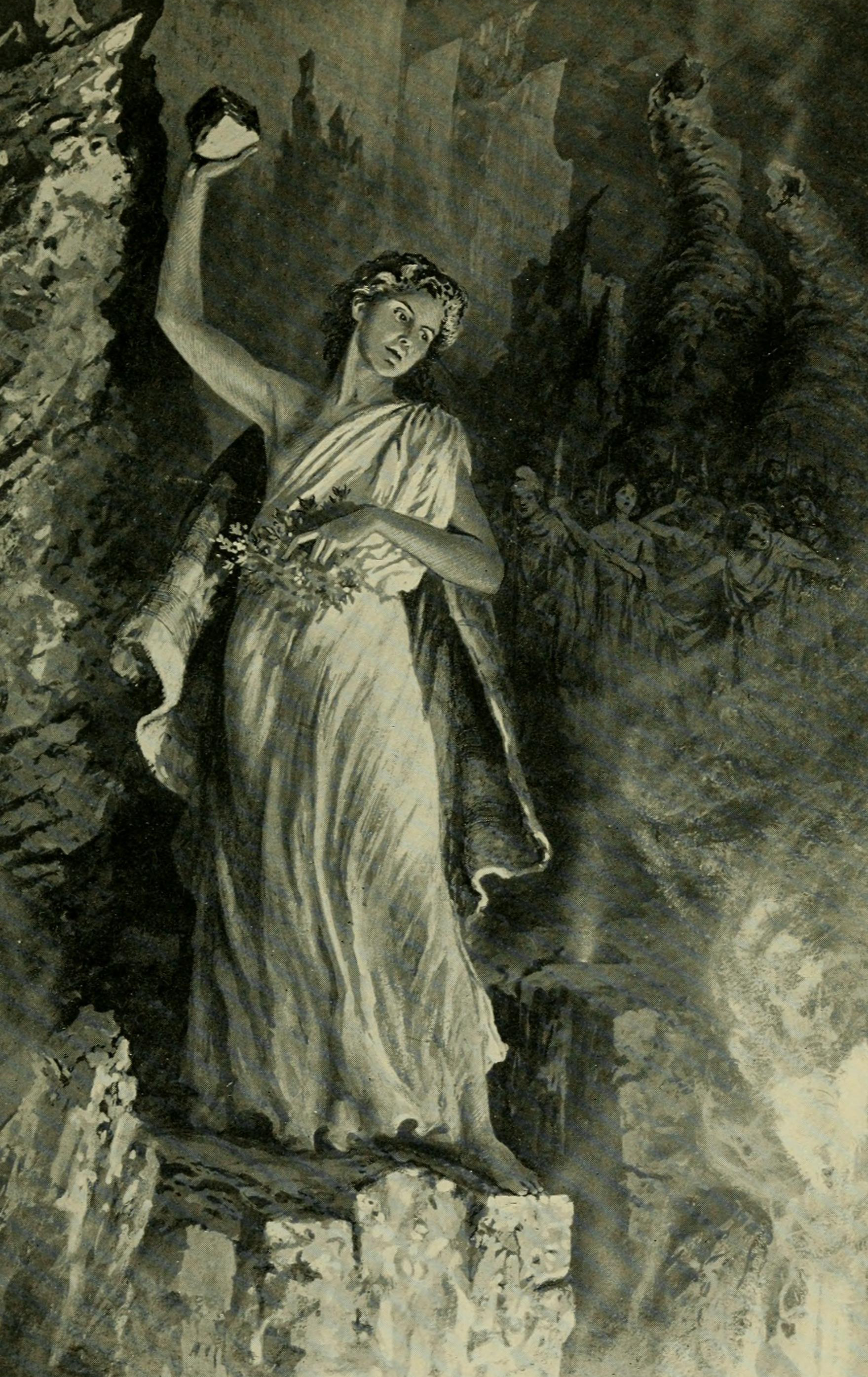
Illustration av Pele.

Pele var enligt hawaiiansk mytologi eldens, åskans, väderlekens och vulkanernas gudinna. Hon har också benämnts som en kärleksgudinna. Pele ses ibland som den mest kända hawaiianska gudomen.
Hon levde enligt traditionen inne i vulkanen Kilauea på ön Hawaii, ögruppens största ö. Gudinnan beskrivs som passionerad, impulsiv, och som "hon som formade det heliga landet", genom att skicka ut lava från sin vulkan, lava som utsträckte ön längre i havet.
Pele föddes enligt mytologin av den kvinnliga anden Haumea (Hina), som i sin tur har jordmodern och himmelsfadern till föräldrar. Pele färdades till Hawaii jagad av sin storasyster Na-maka-o-kaha'i (från Tahiti) sedan Pele förfört sin systers man.
Två extrusiva magmatiska bergarter benämnda Peles hår och Peles tårar – båda förekommande runt Kilaeua – har blivit uppkallade efter Pele. Peles hår består av basaltiskt glas som formats till tunna trådar, vilka uppstår genom att mycket lättflytande magma snabbt avkyls i lavafontäner. Peles tårar bildas på samma sätt och av samma material, men här är det hela droppformat.